# Batoșevo, Gabrovo
Batoșevo (în bulgară Батошево) este un sat în comuna Sevlievo, regiunea Gabrovo,  Bulgaria. 

## Demografie
Componența etnică a satului Batoșevo
     Bulgari (97,46%)
     Nicio identificare (2,53%)
     Altele (0%)
La recensământul din 2011, populația satului Batoșevo era de 553 locuitori. Din punct de vedere etnic, majoritatea locuitorilor (97,46%) erau bulgari. Pentru 2,53% din locuitori nu este cunoscută apartenența etnică.